# Friedrich Baumgärtel
Friedrich Johannes Baumgärtel (* 14. Januar 1888 in Plauen; † 11. Juni 1981 in Erlangen) war ein evangelischer Alttestamentler.

## Leben
Baumgärtel hatte bis 1914 in Berlin, Greifswald, Leipzig und Bonn Evangelische Theologie studiert und 1914 an der Universität Leipzig mit der Arbeit Elohim außerhalb des Pentateuch zum Lic. theol. promoviert.
Er wirkte von 1916 bis 1922 an der Theologischen Fakultät in Leipzig, bis 1921 als Privatdozent, dann 1921/22 als nicht planmäßiger, außerordentlicher Professor für Theologie. Seine weiteren Wirkungsstätten als ordentlicher Professor für Alttestamentliche Wissenschaft waren von 1922 bis 1928 die Universität Rostock, von 1928 bis 1937 die Universität Greifswald, von 1937 bis 1941 die Universität Göttingen und von 1941 bis 1956 die Universität Erlangen. Bei der Berufung nach Göttingen wurde Baumgärtel als Nicht-Partei-Mitglied dem NSDAP-Mitglied Hans Schmidt vorgezogen, was den Protest des NS-Gaudozentenbundführers Artur Schürmann hervorrief, gegen den sich der Dekan Emanuel Hirsch durchsetzte. In Erlangen war er in den Studienjahren 1948/49 und 1949/50 Rektor.

## Positionen
In seinem Kampf gegen die Kirchenkampf-Legenden wandte er sich seit 1958 gegen eine einseitige Konzentration der Nachkriegsstudien zugunsten der Bekennenden Kirche, weil auch deren Anführer sich zu weiten Teilen 1933 zunächst von der Begeisterung für die „nationale Erhebung“ hatten anstecken lassen. Baumgärtel selbst gehörte damals zu jener Gruppe von evangelischen Theologen, die für die „Ausschüsse“ und gegen jegliche Vermischung nationaler und kirchlicher Belange eintrat und daher die Bekennende Kirche ablehnte. Unter anderem kritisierte er 1936 die eklektische, unkritische Herangehensweise Dietrich Bonhoeffers und anderer bekennender Theologen an die Begriffe Kirche und Volk im Alten Testament, die sich von der der Deutschen Christen methodisch nicht unterscheide. Jeder legitimiere so unter Rückgriff auf die Bibel nur das eigene aktuelle Kirchenbild.
Zusammen mit Paul Althaus übte er nach 1945 Kritik an der Entnazifizierungspolitik der Alliierten an den deutschen Hochschulen.
Seine Bibliothek ging 1981 an die Universitätsbibliothek der Universität Bayreuth.

## Werke
- Elohim außerhalb des Pentateuch. Grundlegung zu einer Untersuchung über die Gottesnamen im Pentateuch, Leipzig 1914 (Digitalisat).
- Hebräisches Wörterbuch zur Genesis (= Einzelwörterbücher zum Alten Testament, Heft 1), Gießen 1926 (2., erg. Aufl. Berlin 1939; 3., erg. Aufl. 1961).
- Ist die Kritik am Alten Testament berechtigt? Notwendigkeit, Wesen und Nutzen historisch-kritischer Betrachtung des Alten Testaments, Schwerin 1927.
- Die Eigenheit der alttestamentlichen Frömmigkeit, Schwerin 1932.
- Die Kirche ist Eine – die alttestamentlich-jüdische Kirche und die Kirche Jesu Christi. Eine Verwahrung gegen die Preisgabe des Alten Testamentes, Greifswald 1936.
- „Politische Wissenschaften“ an den Hochschulen?, Erlangen 1949.
- Verheissung. Zur Frage des evangelischen Verständnisses des Alten Testaments, Gütersloh 1952; Berlin 1954.
- Das alttestamentliche Geschehen als „heilsgeschichtliches“ Geschehen, Tübingen 1953.
- Wider die Kirchenkampf-Legenden, Neuendettelsau 1958 (2., erw. Ausg. 1959; Nachdruck 1976).

## Auszeichnungen
- 1963: Bayerischer Verdienstorden